# Benjamin Adegbuyi
Benjamin Adekunle Miron Adegbuyi (n. 24 ianuarie 1985, Cluj-Napoca, România) este un kickboxer român și luptător K-1. A copilărit la Aiud cu mama și sora sa nou-născută de când avea 7 ani până când a împlinit 18 ani.
Adegbuyi participă în principal la galele GLORY și SUPERKOMBAT. Este în top 10 mondial în ambele clasamente GLORY și LiverKick.com. În 2015, după meciul eliminatoriu cu Hesdy Gerges, a atins poziția 3 în lume în promoție și a devenit challenger obligatoriu la centura mondială GLORY în divizia greilor.

## Carieră
Benny este un produs al promoției românești SUPERKOMBAT și al sălii Respect Gym din București. Adegbuyi și-a făcut un nume în circuitul autohton și internațional după care a disputat și un meci în K-1.
În 2014, după o serie de cinci victorii consecutive (două dintre ele fiind la nume consacrate din kickbox-ul mondial precum Londt si Juravlev), el a semnat și cu GLORY - cea mai importantă promoție a planetei.
În 2015, după 3-0 în promoție, GLORY i-a oferit acestuia șansa să îl întâlnească pe deținătorul centurii olandezul Rico Verhoeven la GLORY 22 în Franța. Lupta va avea loc cu centura pe masă.
A fost ales de către SUPERKOMBAT "Luptătorul Internațional al Anului" în 2014 și Speranța Anului în 2011. De asemenea, în GLORY a fost votat al doilea "Cel Mai Bun Talent" la jumătatea anului 2014.

## Viața personală
Născut la Cluj-Napoca, din mamă româncă și tată nigerian, are o soră mai mică. Tatăl său este originar din Nigeria, unde era decanul unui institut politehnic. În 2013, trăia în București unde se antrena.  În prezent, acesta locuiește în România, dar se antrenează atât în țara natală, cât și în Țările de Jos.